# Reny Lohner
Regine „Reny“ Lohner (* 24. September 1905 in Wien; † 8. Juli 1981 ebenda) war eine österreichische Malerin, Zeichnerin und Bühnenbildnerin, die dem Surrealismus der Wiener Schule nahestand.

## Leben
Regine, genannt Reny, kam als Tochter des Textilindustriellen Salomon Singer in Wien zur Welt, hatte zwei Brüder, die beide 1938 aus Österreich emigrierten, Adolf nach London und Wilhelm nach Buenos Aires. 
Sie war mit Alfred Lohner, genannt Bill, Gesellschafter der Lohnerwerke und Präsident der Spinner und Weber Österreichs, verheiratet und hat eine Tochter, die 1928 geboren wurde. Lohner hatte Wohnsitze in Wien und Kitzbühel.

## Werk
Neben der Malerei, die sie bei Robert Eigenberger (1890–1979) an der Akademie der Bildenden Künste Wien erlernte, betätigt sie sich auch als Kostümbildnerin, so beispielsweise an der Wiener Staatsoper und bei den Wiener Festwochen.
In den 1940er und 1950er Jahren widmet sie sich sehr stark der Porträtmalerei, wendet sich in den 1960er Jahren der Wiener Schule des Phantastischen Realismus zu. Werke befinden sich in zahlreichen deutschen und österreichischen Privatsammlungen, ein Porträt aus ihrer Hand befindet sich im Foyer der Wiener Staatsoper, eines ihrer Hauptwerke befindet sich in der Sammlung von Konstantin von Griechenland und hängt in dessen Wohnung in Manhattan, New York. Kommerziellen Erfolg hatte Reny Lohner nicht.
Die von ihr illustrierten Literaturanthologien Wie von einem anderen Stern. Anglo-amerikanische Erzähler: Novellen und Betrachtungen und Das Phantom von Marseille. Französische Erzähler: Novellen und Betrachtungen (beide ins Deutsche übersetzt und herausgegeben von Kurt Wagenseil) erschienen 1979 in München.